# Cementerio del Oeste de Tucumán
El cementerio del Oeste es un cementerio de la ciudad de San Miguel de Tucumán, Tucumán. Junto con el Cementerio del Norte, que comenzó a funcionar en 1889, son los principales cementerios de la ciudad. Cuyo nombres son debido a su ubicación cardinal.
Empezó a ser edificado en 1859 y quedó inaugurado el 13 de mayo de 1872 (hace 153 años) y allí descansan los restos de muchas de las personalidades que hicieron la historia política, económica y cultural de la provincia. También tiene los panteones de las diversas colectividades que se asentaron en la provincia.

## Edificación

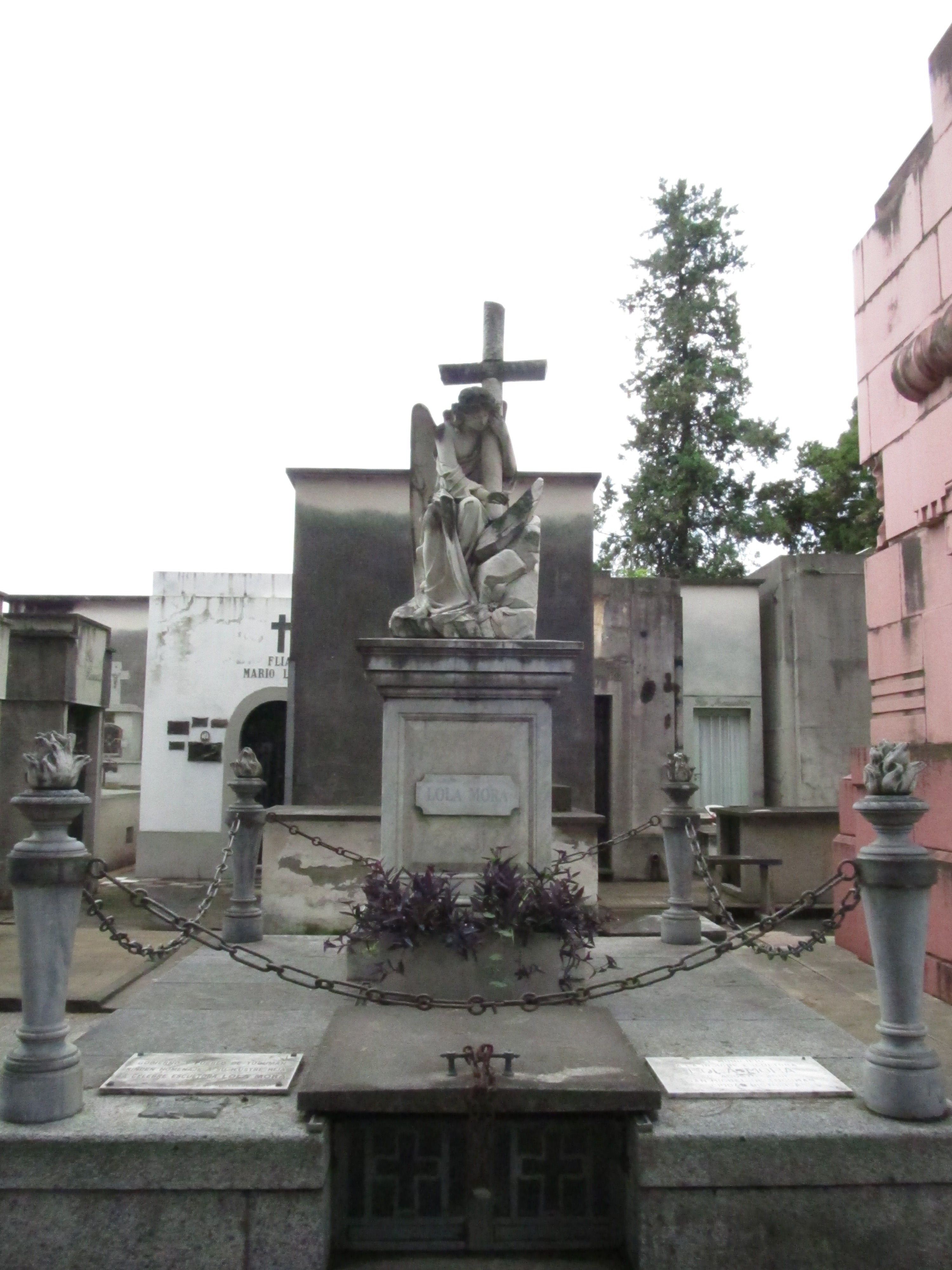
Tumba de Lola Mora.

Para el siglo XIX, el principal cementerio de la ciudad estaba administrado por la Catedral de San Miguel de Tucumán, pero como consecuencia de los problemas sanitarios que le tocó vivir a la ciudad en esos momentos, el gobernador de Tucumán don Gregorio Aráoz de Lamadrid, comenzó en 1826 con el proyecto de crear un cementerio nuevo, quedando como lugar provisional y único la vieja Capilla del Señor de la Paciencia. Había una extensión vecina de tierra sin edificios, la que por entonces se convirtió en cementerio por más de un cuarto de siglo.
El crecimiento de la ciudad fue colmando el enterratorio existente; iniciándose la búsqueda de un lugar más adecuado para su ubicación.
Más adelante, el Gobernador de Tucumán don José Manuel Silva, donó por testamento una porción de tierra suya al oeste de San Miguel de Tucumán, y dinero para que se edifique el cementerio, que contaría con una iglesia, quedando prohibidas las misas de cuerpo presente, para así también evitar nuevos problemas sanitarios.

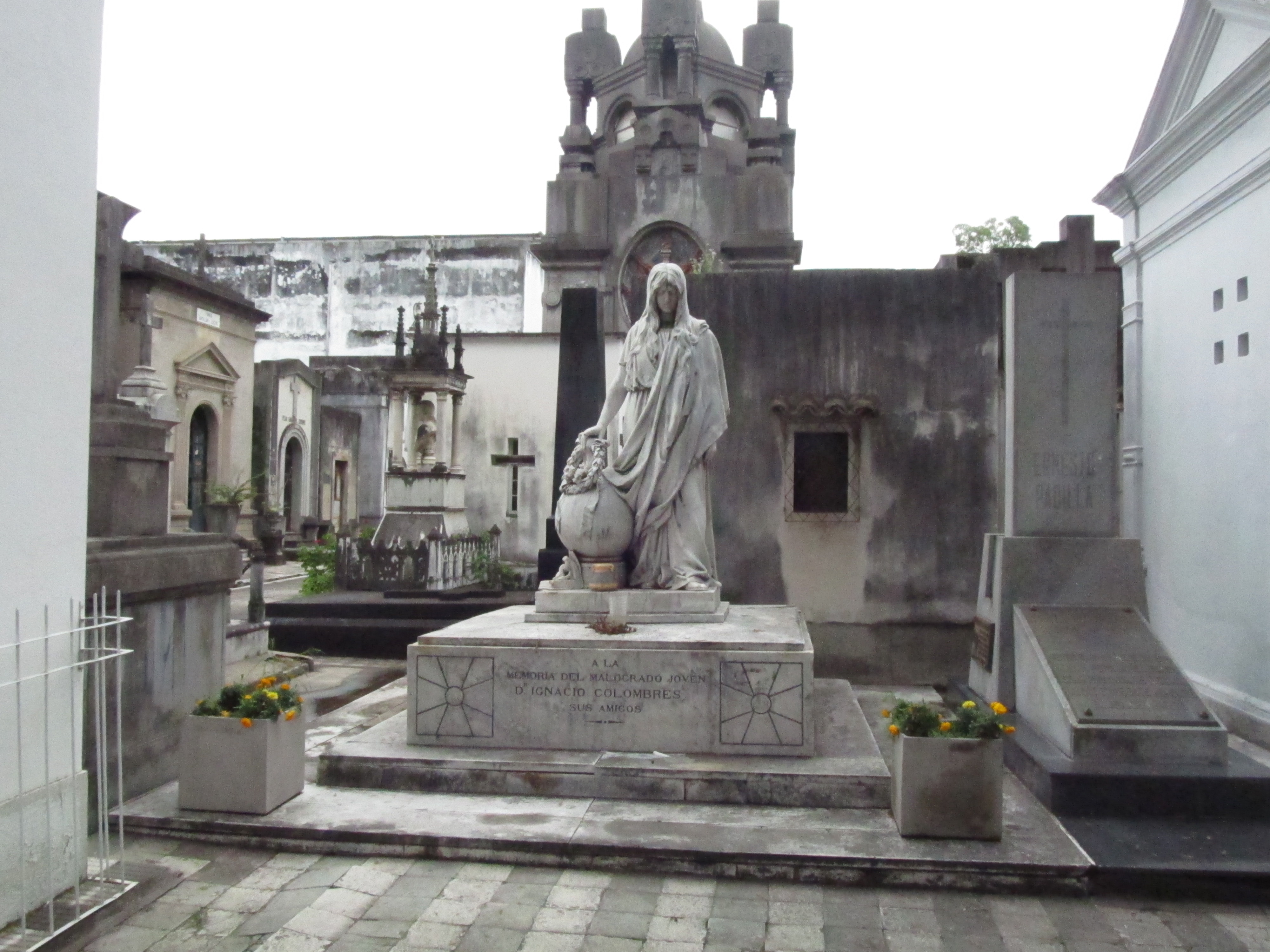
Tumba de Ignacio Colombres.

Es declarada la apertura del Cementerio del Oeste de Tucumán al oeste de San Miguel de Tucumán el 13 de mayo de 1872, cuya construcción se inició en 1859.
Su aspecto neocolonial actual es producto de la reforma realizada por el prestigiado arquitecto José Graña (Salamanca 1883 - San Miguel de Tucumán 1950) durante la gobernación de Miguel Campero.

## Personalidades destacadas
Entre las personalidades más destacadas en el cementerio que están entre los gobernadores, artistas y demás figuran José Manuel Silva (fue quien donó los terrenos para levantar este cementerio), Wenceslao Posse, Anselmo Rojo (que también gobernó Salta), Celestino Gelsi, Tiburcio Padilla, Miguel Mario Campero, Lucas Córdoba, Lola Mora, Benjamín Matienzo, Agenor Albornoz, Gaspar Signorelli (director de la banda provincial asesinado por un exintegrante de la misma en 1915, en vísperas del centenario de la Independencia) y Emidio Salvigni, que fue soldado en las guerras napoleónicas y luego edecán de Manuel Belgrano en la Batalla de Tucumán. Desde el 29 de junio de 2016 descansan los restos del Dr. Bernardo de Monteagudo, trasladados desde el porteño Cementerio de la Recoleta.

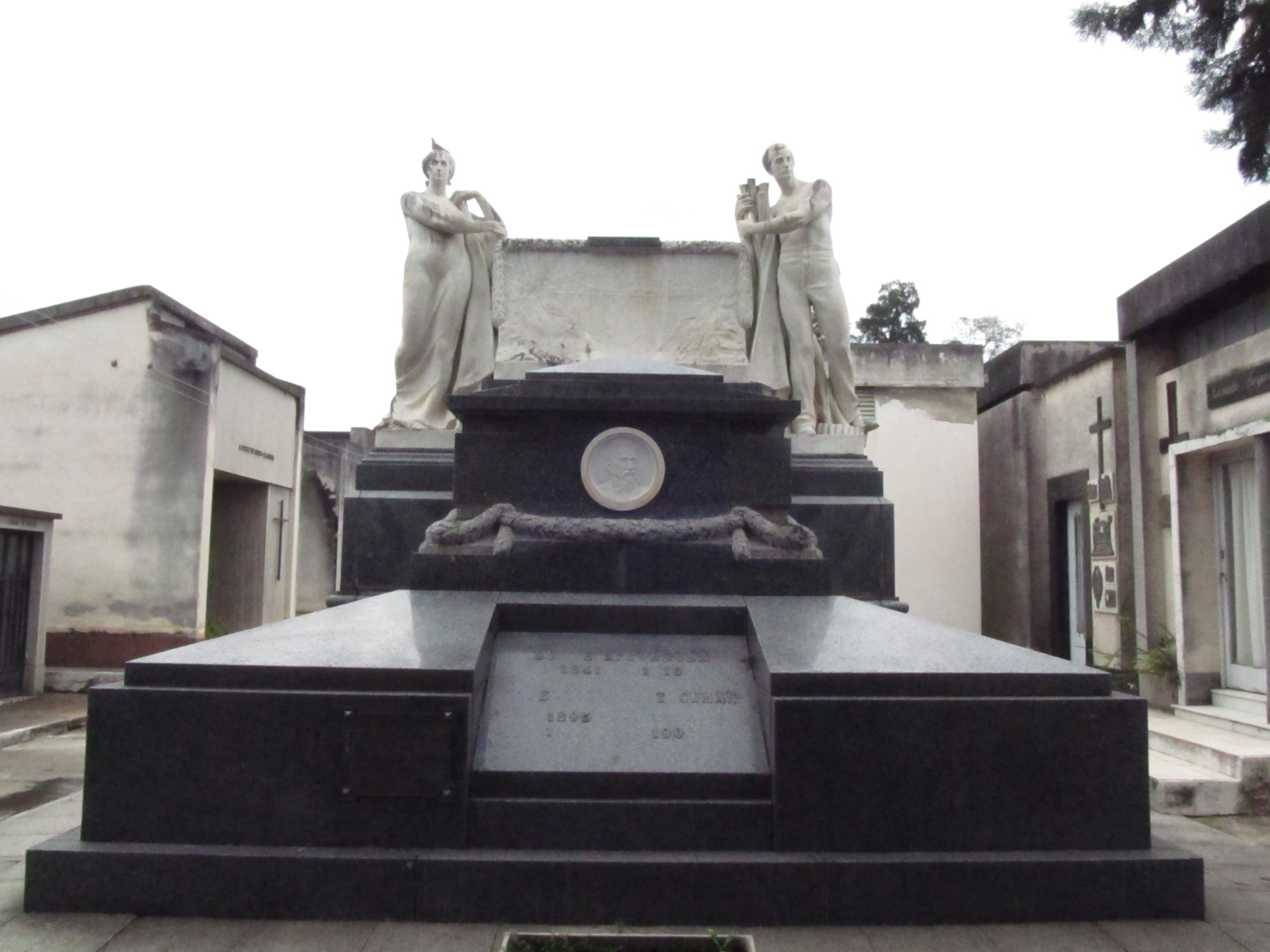
Sepulcro de Lucas Córdoba.

También se destacan los mausoleos de la Sociedad Francesa de Tucumán, y los de las familias Hileret y Rodrigue, Yriarte y De Innocentis. Están también los sepulcros de las familias de dirigentes azucareros y funcionarios del gobierno (siglo XIX) que se unen a las viejas familias tradicionales (poder político – económico).
Dentro de los muros perimetrales del cementerio, encontramos los monumentos que guardan los restos de las familias patricias o fundadoras (siglo XVII y XVIII) que llegaron a la Provincia constituyéndose como las familias tradicionales de la misma.

## Reconocimientos
Hay figuras de bulto completas, bustos, alegorías, guirnaldas y relieves; predominando imágenes calmas y en meditación. Gran parte de los materiales y detalles arquitectónicos construidos entre 1880 y 1930 son de influencia europea: vitrales, herrajes y puertas que ornan las bóvedas; no solo el inglés, italiano o francés están presentes en este lugar. Se encuentra también un despliegue del eclecticismo individualista y romántico con reminiscencias góticas, bizantinas, románicas, egipcias, etc. Hay más de 3000 tumbas repartidas entre sepulturas, mausoleos, panteones, sótanos y capillas en un terreno de 56 049 metros cuadrados (603 306,7 ft²).
Todas las tumbas del cementerio fueron designadas por el Poder Ejecutivo Nacional con el aval de la Comisión Nacional de Museos y de Monumentos y Lugares Históricos, mediante Decreto Nacional Nº 316/2010. Es uno de los principales atractivos turísticos en Tucumán y en el 2008 querían que sea reconocido a nivel país. Antes, fue declarado el 15 de marzo de 2006 bien del Patrimonio Cultural de la provincia de Tucumán.